# Rasmus Bartholin
Rasmus Bartholin, latinizirano Erasmus Bartholinus, danski znanstvenik in zdravnik, * 13. avgust 1625, Roskilde, Danska, † 4. november 1698, Kopenhagen, Danska
Bartholin je med študijem je deset let potoval po Evropi. Bil je profesor geometrije in kasneje medicine na Univerzi v Kopenhagnu. 
Poznan je predvsem po odkritju dvojnega loma (1669) islandskega dvolomca - kalcita. Objavil je popoln opis pojava, zaradi takratnega slabega poznavanja lastnosti svetlobe pa ga ni mogel razložiti. Pojav so lahko razložili šele potem, ko je Thomas Young okrog leta 1801 postavil valovno teorijo svetlobe. 
Rasmusov oče Kaspar Bartholin Sterejši (1585-1629) je bil profesor medicine in teologije na univerzi v Kopenhagenu, starejši brat Thomas Bartolin (1616-1680) pa je bil zdravnik in anatom, ki je odkril limfni sistem človeka in postavil teorijo o anasteziji z ohlajanjem.